# Torre della Scimmia
La cosiddetta Torre della Scimmia (o Torre degli Scapucci, o dei Frangipane) è una torre di origine medievale di Roma.

## Storia e descrizione
La torre sorge in Via dei Portoghesi 18, non lontano da Piazza Navona. Di origine medievale, fu forse fatta erigere dalla famiglia Frangipane. La torre, agli inizi del ‘500, fu inglobata in un palazzo voluto da Pietro Griffo, Vescovo di Forlì. Verso la metà del secolo il palazzo fu ceduto agli Agostiniani, i quali lo diedero in enfiteusi alla famiglia Dolci: tramite matrimonio, giunse infine alla famiglia Scapucci, per cui è anche noto come Palazzo Scapucci.
Sulla sommità della Torre, rivolta a Est, c'è una statua ottocentesca della Vergine Maria, circondata da una raggiera in ferro battuto.
Attualmente la Torre è di proprietà privata e non è visitabile.

## Origine del nome
L'origine del nome della torre deriva da alcune leggende popolari, tramandate in diverse versioni, tra cui una trascritta dallo scrittore statunitense Nathaniel Hawthorne nel suo French and Italian Notebook, citata anche nel suo romanzo Il Fauno di Marmo. Secondo la versione più comune, uno dei proprietari aveva una scimmia come animale da compagnia, che abitava con lui nell'edificio; quando all'uomo nacque un figlio, l'animale ne fu geloso e rapì il neonato dalla culla, arrampicandosi con lui in braccio fino alla sommità della Torre, minacciando di gettarlo di sotto. Il bambino si sarebbe tuttavia salvato, poiché la scimmia obbedì con mansuetudine all'ordine del proprietario di portarlo in salvo.
Un'altra versione narra che la scimmia liberò il bambino solo dopo che il proprietario ebbe fatto un voto alla Madonna: questo spiega la presenza della statua della Vergine, accanto alla quale arde una lampada votiva perpetua.

## Nella cultura di massa
La Torre della Scimmia è una location nella minserie a fumetti Volto Nascosto della Sergio Bonelli Editore. In un episodio viene narrata la leggenda che dà il nome all'edificio.

## Galleria d'immagini

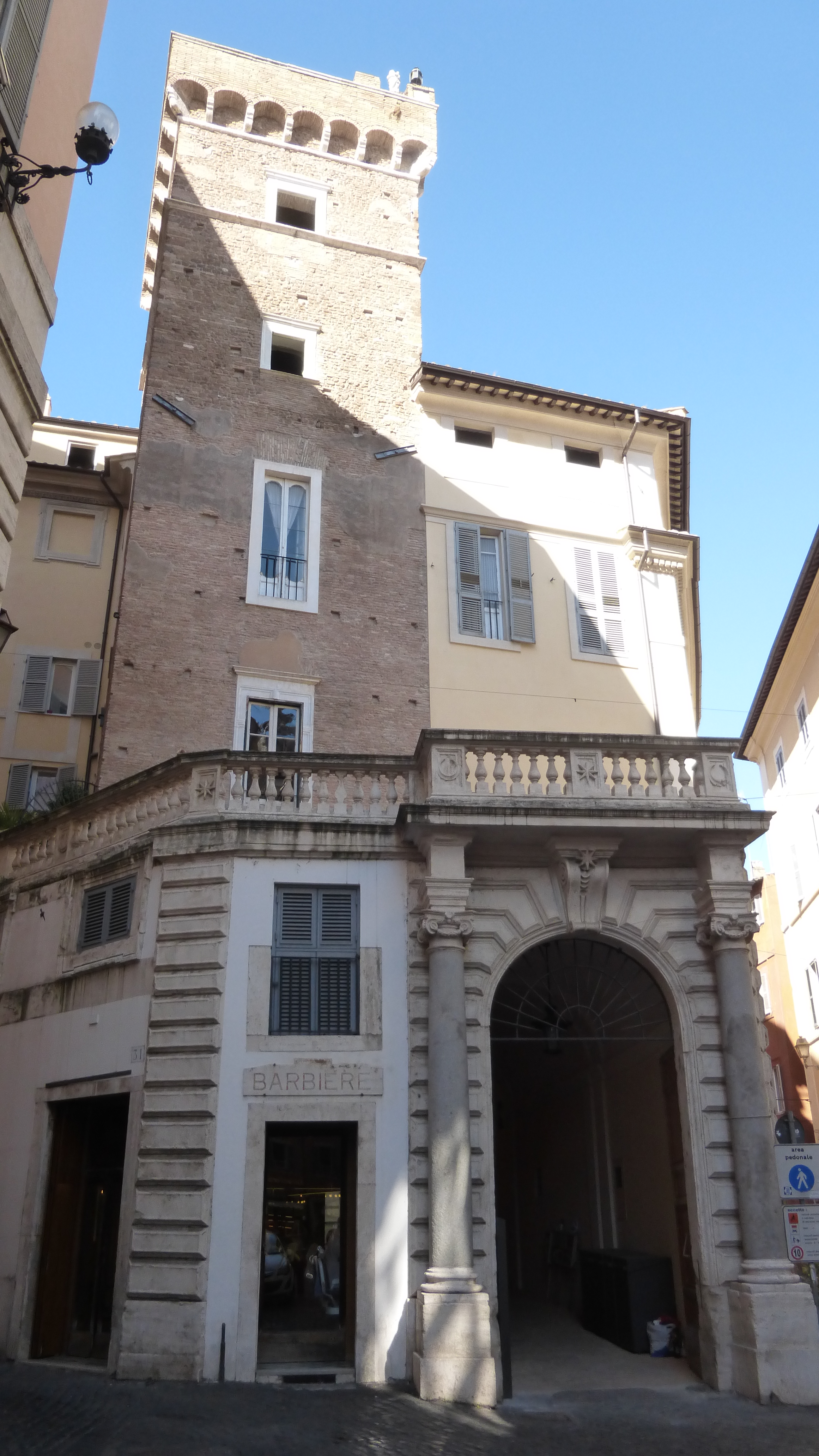
La torre restaurata
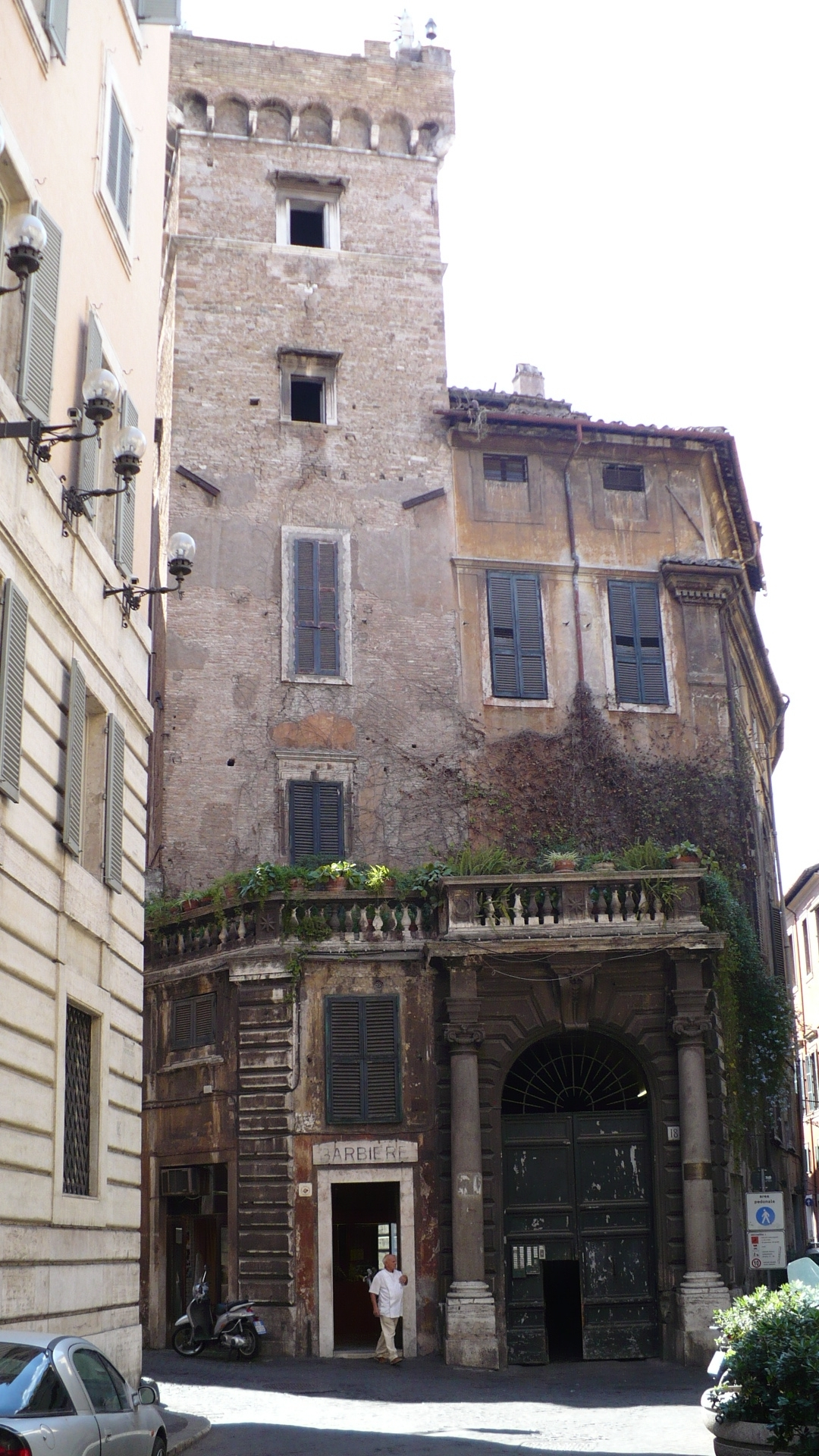
La torre, prima del restauro
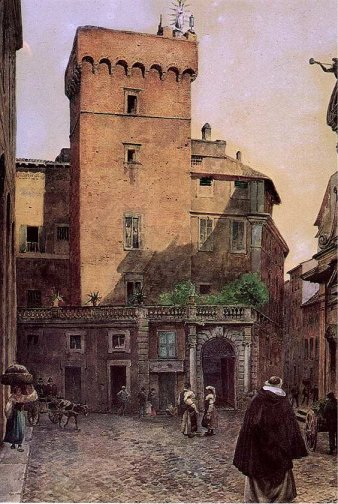
La torre, vista da Ettore Roesler Franz